# Lajos Nagy (Schriftsteller)

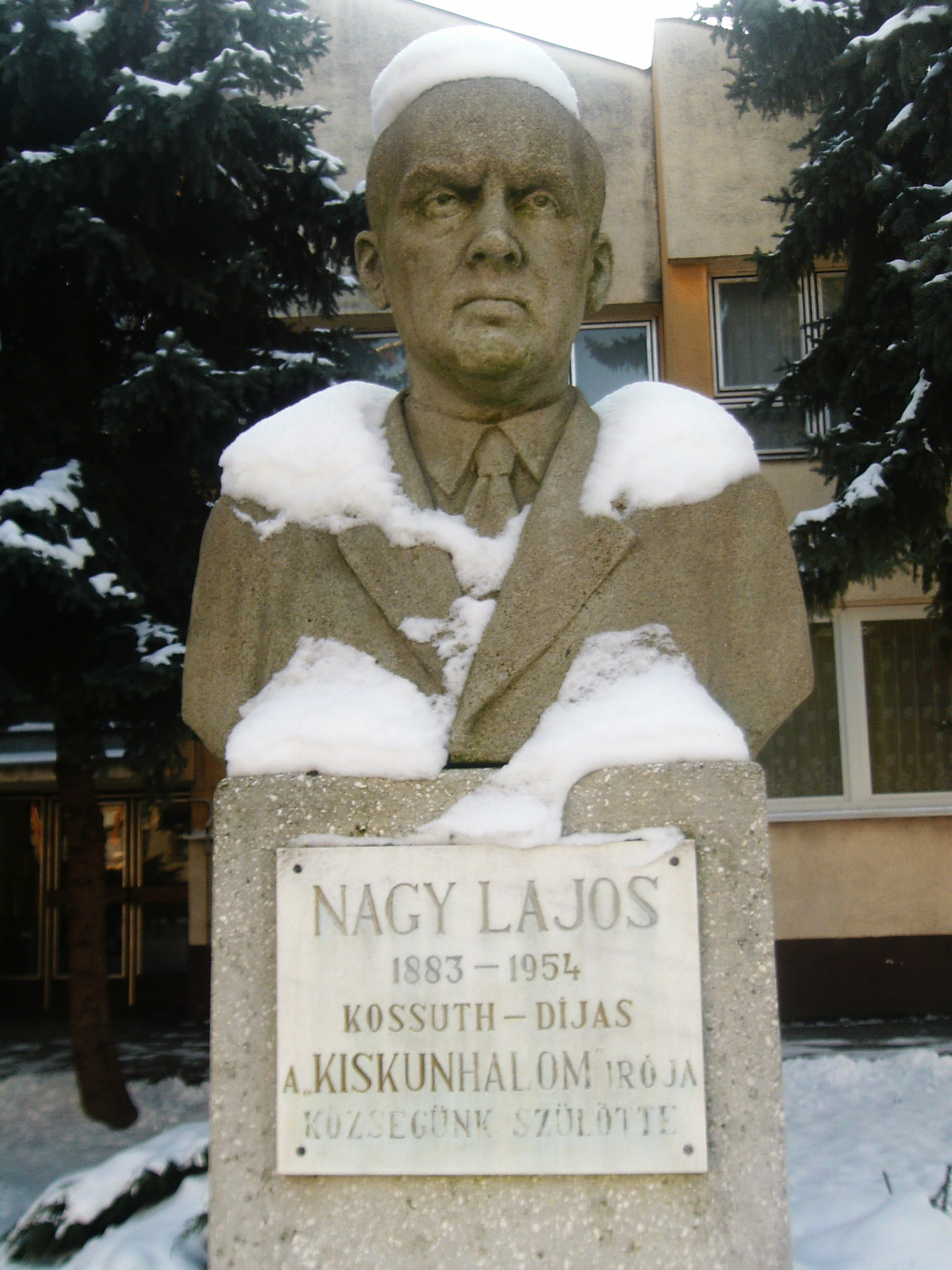
Büste von Lajos Nagy in Apostag

Lajos Nagy (* 5. Februar 1883 in Tabánitelek bei Apostag, Komitat Bács-Kiskun; † 28. Oktober 1954 in Budapest) war ein ungarischer Schriftsteller.

## Leben
Nagy wuchs bis zu seinem sechsten Lebensjahr bei seinen Großeltern auf, die zum Gesinde eines Vorwerks gehörten. Mit sechs Jahren holte ihn seine Mutter nach Budapest, dort besuchte er die Volksschule und absolvierte mit hervorragenden Leistungen das Gymnasium. Im Jahr 1901 schrieb er sich an der Juristischen Fakultät ein. Neben dem Studium arbeitete er in Anwaltsbüros. Ab 1904 war er auch als Hauslehrer bei einem reichen Großgrundbesitzer tätig. Erfahrungen, die er dort sammelte, sind in späteren Werken erkennbar.
Seine erste Veröffentlichung unter dem Titel „Zwei Mädchen“ erschien 1907 in der sozialdemokratischen Zeitung „Népszava“. Darauf folgten die Erzählungen „Einer von uns“, „Witwen“ (beide 1908) und „Nachmittag in der Kanzlei Grün“ (1910). Die Erfolge dieser Geschichten bekräftigten ihn in seiner Entscheidung, sich von nun an der Literatur zu widmen. Von 1912 bis zu seinem Tode 1954 lebte Lajos Nagy ausschließlich von seiner schriftstellerischen Tätigkeit.
Das Buch „Wenn man Geld hat“ enthält 35 Kurzgeschichten, die vom Alltagsgeschehen in Budapest erzählen, beginnend im Jahre 1908 und bis zum Jahr 1952. Die Erzählungen in dieser Sammlung beschreiben Bilder von Menschen, die jeden Tag um ihr Überleben kämpfen, oder sich mit ihrer Situation abfinden und ihr Dasein fristen. Gegenthema, das immer wieder mit einfließt, sind dabei die moralischen Selbstrechtfertigungen oder die Gleichgültigkeit der Reichen, gegenüber den Menschen, die in Armut leben. In Ungarn gilt Lajos Nagy laut Vera Thies zu den bedeutendsten Prosaschriftstellern der ersten Hälfte des 20. Jahrhunderts. Er zählte zu den „kämpferischsten sozialistischen Schriftsteller[n] zwischen den beiden Weltkriegen“.
Lajos Nagy wurde 1945 Mitglied der Kommunistischen Partei Ungarns und Mitarbeiter der Zeitschrift „Szabad Nép“ (Freies Volk). Diese Zeitschrift folgte dem kommunistischen Regime. Zur Zeit der Revolution 1956 änderte die Zeitschrift ihre Perspektive und forderte ebenfalls Veränderungen. Die Zeitschrift wurde mit der kommunistischen Diktatur identifiziert und wurde am 2. November 1956 durch den Titel „Népszabadság“ ersetzt.

## Auszeichnungen
- 1948: Kossuth-Preis[2]

## Werke

### Auf Deutsch erschienen
- Wenn man Geld hat. Aufbau-Verlag, Berlin/Weimar 1977
- Der Schüler. Aufbau-Verlag, Berlin/Weimar 1973
- Der ägyptische Schreiber: Erzählungen. Insel-Verlag, Berlin 1969
- Kellertagebuch. Verlag Volk und Welt, Berlin 1978